# Chambly, Québec
Chambly är en stad (kommun av typen ville) i provinsen Québec i Kanada. Den ligger i regionen Montérégie, i den sydöstra delen av landet, 190 km öster om huvudstaden Ottawa. Chambly ligger där Richelieufloden och Canal de Chambly mynnar i sjön Bassin de Chambly.